# ألعاب للصحة
ألعاب للصحية (بالإنجليزية:  Games for Health)‏ هي سلسلة من المؤتمرات التي تقام بمساعدة التمويل المقدم من مؤسسة روبرت وود جونسون كجزء من برنامج Pioneer Portfolio (استثمارات الرواد) الخاص بها. وألعاب صحية هي جزء من مبادرة الألعاب الخطيرة.
وقد حظي المؤتمر باهتمام وسائل الإعلام في السنوات الأخيرة بسبب أعماله الرامية لعرض الآثار الصحية والبحثية التي تنطوي عليها ألعاب الفيديو.

## مؤتمرات سابقة
- سبتمبر 2004 ماديسون، ويسكنسن
- سبتمبر 2005 بالتيمور، ميريلاند
- سبتمبر 2006 بالتيمور، ميريلاند
- مايو 2008 بالتيمور، ميريلاند
- يونيو 2009 بوسطن، ماساتشوستس
- مايو 2010 بوسطن، ماساتشوستس

## وصلات خارجية
- الصحفة الرئيسية لألعاب صحية
- الصحفة الرئيسية لألعاب صحية أوروبا